# Cellefrouin
 Cellefrouin  (en occitano Cela Froïn) es una población y comuna francesa, en la región de Poitou-Charentes, departamento de Charente, en el distrito de Angoulême y cantón de Mansle.
Marca el extremo del territorio de lengua occitana.

## Demografía
| 840 | 730 | 593 | 580 | 563 | 508 |
| Para los censos de 1962 a 1999 la población legal corresponde a la población sin duplicidades (Fuente: INSEE [Consultar]) |     |     |     |     |     |